# La jaula de oro
 (срп. Златни кавез) мексичка је теленовела, продукцијске куће Телевиса, снимана 1997.

## Синопсис
Прича је смештена на сеоско имање „Виља Мирафлорес“, где млада Оријана Валтијера живи од својих тинејџерских дана. Она се слободно креће оближњим ливадама и без страха се купа у реци потпуно нага. Њено једино друштво су пси, слуге и тетка Офелија, која се годинама стара о њој. Пре него што се прелепо имање претворило у њен дом, Оријана је, после смрти родитеља, живела са дедом Сесаром у мексичкој престоници. Међутим, када је имала десет година, брутално ју је силовао један од дединих слуга. Мада је дубоко у подсвести успела да потисне сећање на тај догађај, трауме су је обележиле. Када год би била сведок неком насилном чину, Оријана би се уплашила и потпуно парализовала. Забринути за њу, деда и тетка Офелија одлучили су да је удаље од градске вреве и људи и на неки начин јој омогуће безбрижно одрастање усред природе, на имању које је постао њена кућа, њен дом и њен златни кавез.
Девојчица се брзо навикла на ново окружење и одрастала је срећна, несвесна злобе и пакости. Међутим, кад јој деда изненада умре, живот јој се потпуно мења. Постаје наследница великог богатства и тада се, захваљујући тетки, удаје за цењеног адвоката  Флавија Канета. Истовремено, открива се да њена сестра близнакиња, Каролина, коју је сматрала мртвом, у ствари живи у Порторику, потпуно несвесна Оријаниног постојања. Ствари се додатно компликују када Каролина умре под чудним околностима, само неколико дана након што се удала за сценаристу Алекса Монкаду, који је такође жртва окрутне игре. Наиме, након што је оптужен за ово убиство, завршио је у затвору. Ипак, када у ћелијама избије пожар, он успева да побегне одатле и одлучује да сазна ко стоји иза свега што се догодило њему и његовој покојној супрузи, а сви трагови воде управо ка Оријани.
Алекс стиже у село под именом Франко Лопез, а Оријана се заљубљује у њега несвесна његовог правог идентитета. Са друге стране, ни он није равнодушан према њој. И док се упушта у неиксварену везу са близнакињом покојне супруге, Алекс открива да су за смрт његове вољене криви Оријанин супруг Флавио и Омар Гарсија, пријатељ њеног деде. Истовремено, Оријана успева да се отме из канџи трауме из детињства и настави са нормалним животом. Спремна је да воли Алекса, баш као што је и он спреман да јој узврати љубав. Међутим, амбициозни људи који их окружују неће седети скрштених руку и учиниће све да им од живота направе пакао.

## Глумачка постава

### Главне улоге
| Глумац:       | Улога:                      |
| ------------- | --------------------------- |
| Саул Лисазо   | Алекс Монкада / Франко      |
| Едит Гонзалез | Оријана / Каролина / Рената |
| Рене Касадос  | Флавио Канет                |

### Споредне улоге
| Глумац:                | Улога:           |
| ---------------------- | ---------------- |
| Марија Тереса Ривас    | Офелија Касасола |
| Антонио Медељин        | Омар             |
| Патрисио Кастиљо       | Бенхамин         |
| Сесилија Коронел       | Елиса Канет      |
| Арселиа Рамирез        | Марта            |
| Ванеса Бауче           | Кристина         |
| Сокорио Бониља         | Доња Тере        |
| Фернандо Саенз         | Валерио          |
| Хаиме Лосано           | Артемио          |
| Кениа Гаскон           | Камелиа          |
| Исаура Еспиноса        | Долорес          |
| Еди Ксол               | Алберто          |
| Рикардо Далмаци        | Густаво          |
| Марија де Соуза        | Амира            |
| Барбара Гомез          | Рехина           |
| Тони Марсин            | Ана              |
| Ана Марија Хакобо      | Северина         |
| Ернесто Ривас          | Серхио           |
| Џанет Руиз             | Роса             |
| Фернандо Рубио         | Максимо          |
| Сулема Круз            | Локутора         |
| Хулијан де Хесус Нуњез | Педро            |
| Марија Долорес Оливија | Ирене            |